# Elliott Thorpe
Elliott Raymond Thorpe (* 26. Dezember 1897 in Westerly, Rhode Island; † 27. Juni 1989 in Sarasota, Florida) war ein US-amerikanischer Offizier, zuletzt Brigadier General, und Leiter der Spionageabwehr General Douglas MacArthurs im Pazifikkrieg.

## Leben
Thorpe besuchte für ein Jahr das Rhode Island State College als Student der Ingenieurwissenschaften, bevor er sich im Sommer 1916 als Private zur Rhode Island National Guard meldete. Später wurde er dem Coast Artillery Corps zugeteilt. Während des Ersten Weltkriegs bis zum First Lieutenant der Infanterie befördert, gehörte er bei der Unterzeichnung des Friedensvertrags von Versailles 1919 zur Ehrenwache.
1941 diente Thorpe im Rang eines Lieutenant Colonel als Militärattaché in Bandung, Niederländisch-Indien, wo er von General Hein ter Poorten über abgefangene japanische Nachrichten informiert wurde, die den Beginn des Pazifikkrieges, einschließlich des Angriffs auf Pearl Harbor, ankündigten. Obwohl er seinen Vorgesetzten in Washington, General Sherman Miles, pflichtgemäß informierte, wurden die Warnungen ignoriert. Während des Krieges war er Chef der Spionageabwehr von General Douglas MacArthur als G-2, USASOS. Er konkurrierte dabei mit Charles Willoughby, der MacArthurs Aufklärungschef (G-2, GHQ, SWPA) war. Er war verantwortlich für die Operationen des 441st Counter Intelligence Corps Detachment, das 1944 aus 39 über den Pazifikraum verstreuten Einzeldetachments bestand. Im März 1945 wurde Thorpe zum Brigadier General befördert. Er nahm am 2. September an der Zeremonie der Unterzeichnung der Kapitulation Japans auf der Missouri teil.
Im besetzten Japan wurde Thorpe von MacArthur zusätzlich zu seinen sonstigen Pflichten als Chef der Spionageabwehr von AFPAC zum Leiter der Civil Intelligence Section der Besatzungsbehörde GHQ ernannt. In seiner Doppelrolle war er unter anderem verantwortlich für die Zensur von Presse und Medien, Gegenspionage, die Aufspürung und Festnahme von mutmaßlichen Kriegsverbrechern und die Säuberung der politischen Parteien.
Von Juli 1946 bis zum Herbst 1947 leitete Thorpe die Military Intelligence Service Language School in Monterey, Kalifornien, die spätere Army Language School. Von März 1948 bis zu seinem Ausscheiden aus dem aktiven Dienst ein Jahr später war er Militärattaché in Thailand.
1952 wurde Thorpe von der Republikanischen Partei für die Wahlen zum Repräsentantenhaus nominiert. Er zog seine Kandidatur zurück, nachdem gegen ihn Ermittlungen des Counter Intelligence Corps eingeleitet wurden, die jedoch wieder eingestellt wurden. 1960 setzte sich Thorpe in Sarasota, Florida, zur Ruhe. Er veröffentlichte 1969 das autobiografische Werk East Wind, Rain: The Intimate Account of an Intelligence Officer in the Pacific 1939–49. Kurz vor seinem Tod 1989 im Alter von 91 Jahren wurde er für die BBC-Produktion Sacrifice at Pearl Harbor interviewt. Er ist auf dem Nationalfriedhof Arlington bestattet.